# Slag op de Gele Zee

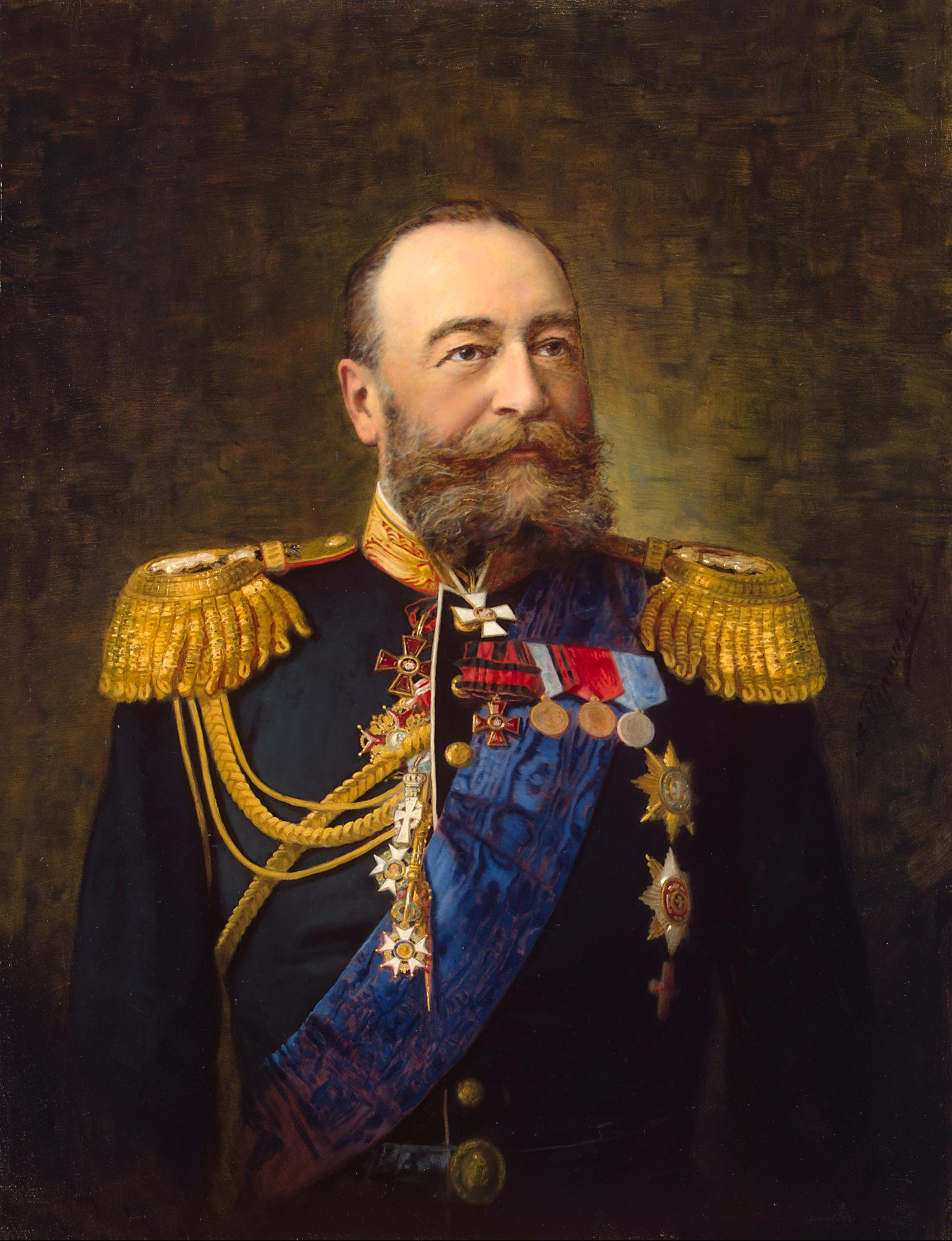
Onderkoning Aleksejev beval de uitbraak.

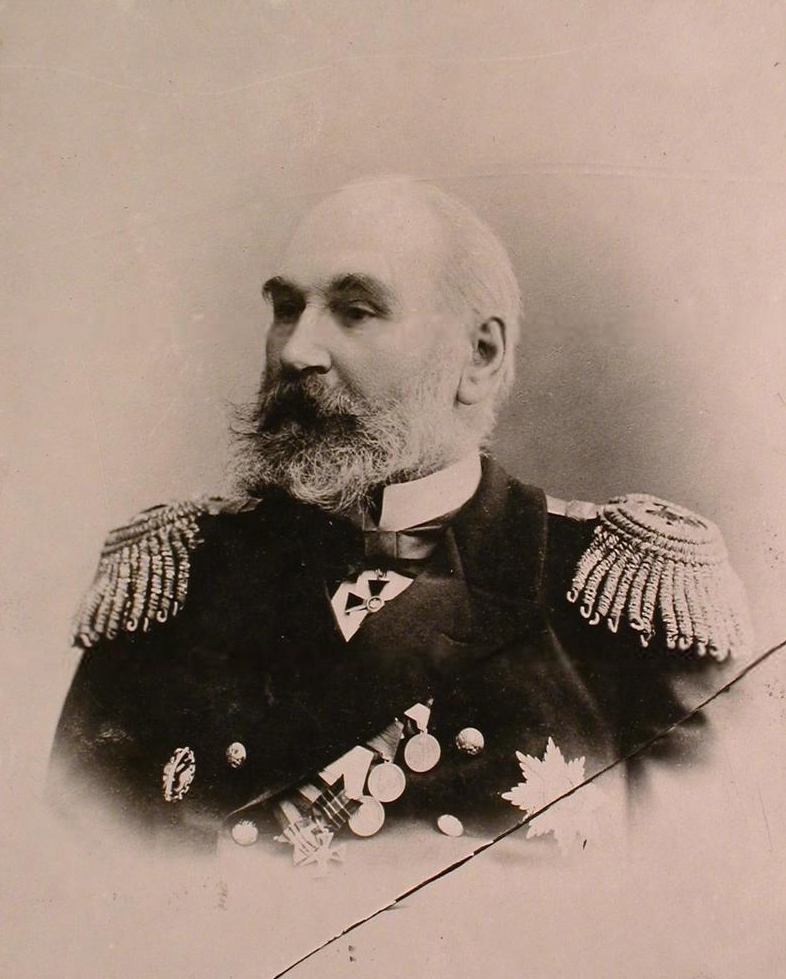
Admiraal Vilgelm Vitgeft brak uit tegen zijn zin en vond de dood.

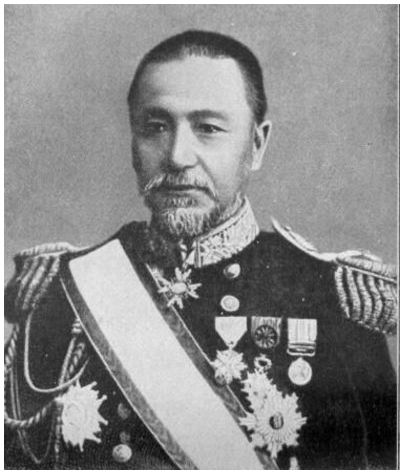
Admiraal Heihachiro Togo onderschepte de Russische uitbraak.

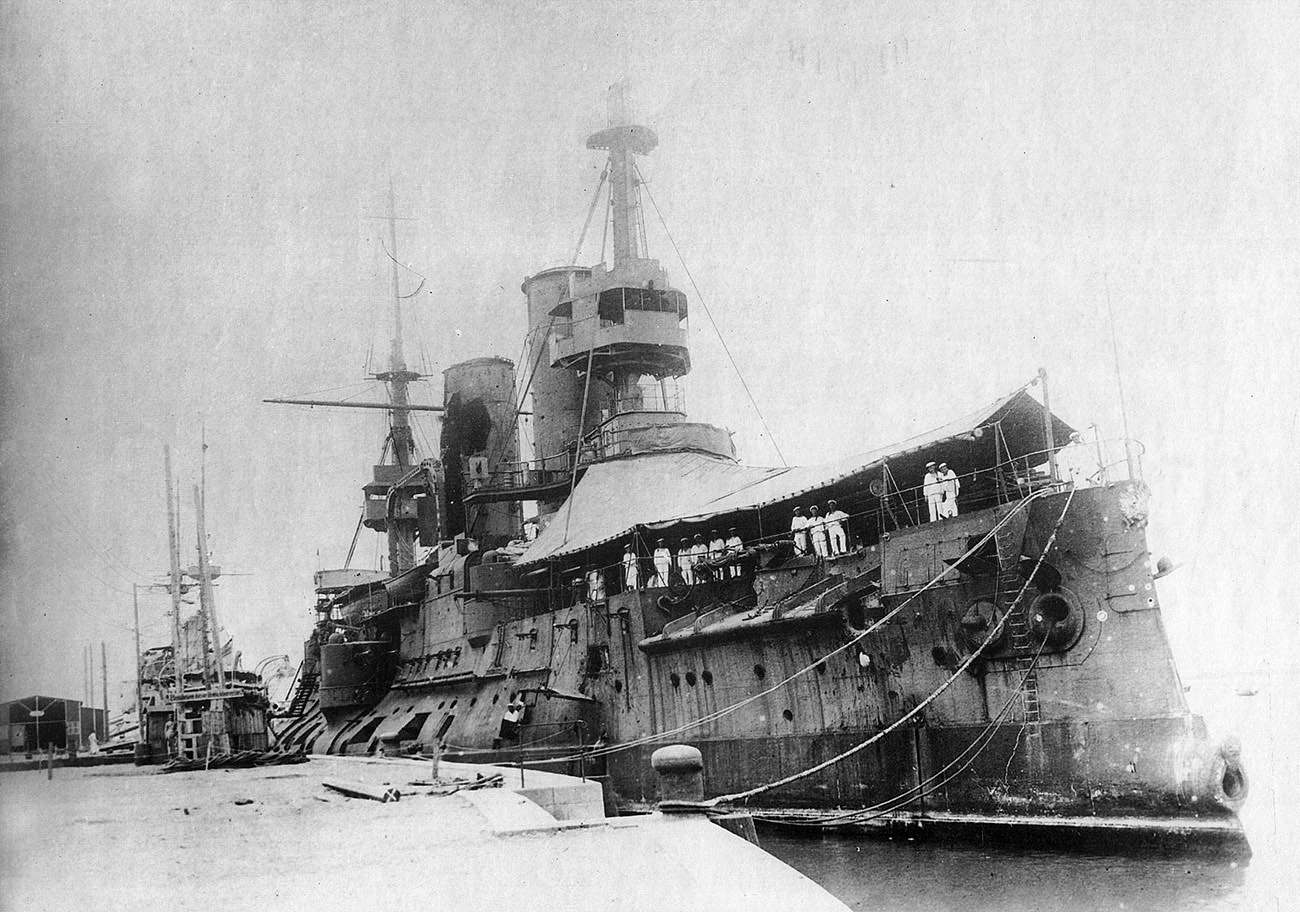
Vitgefts beschadigde vlaggenschip Tsesarevitsj na de slag.

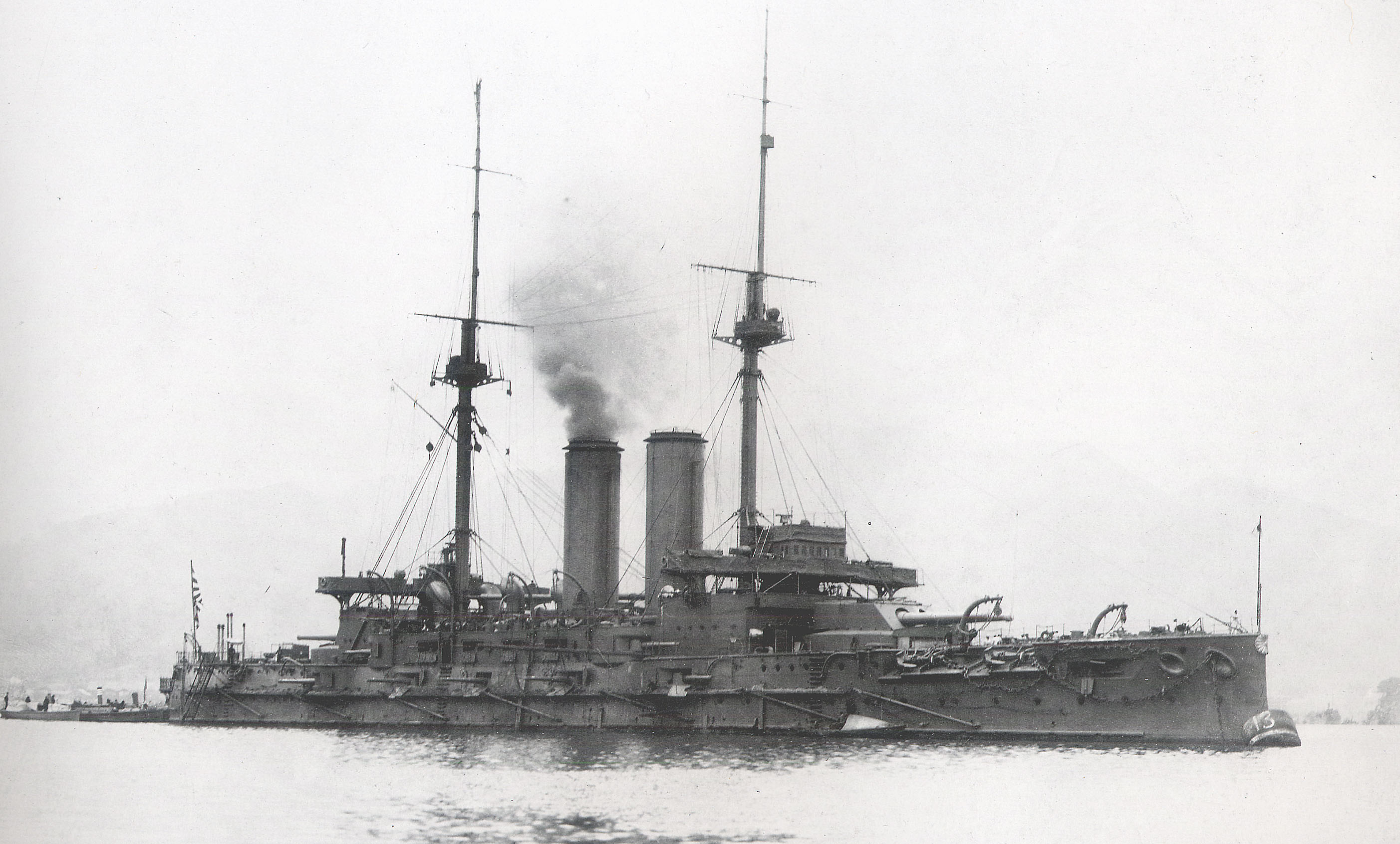
Togo's vlaggenschip Mikasa werd 20 keer geraakt en telde 125 slachtoffers.

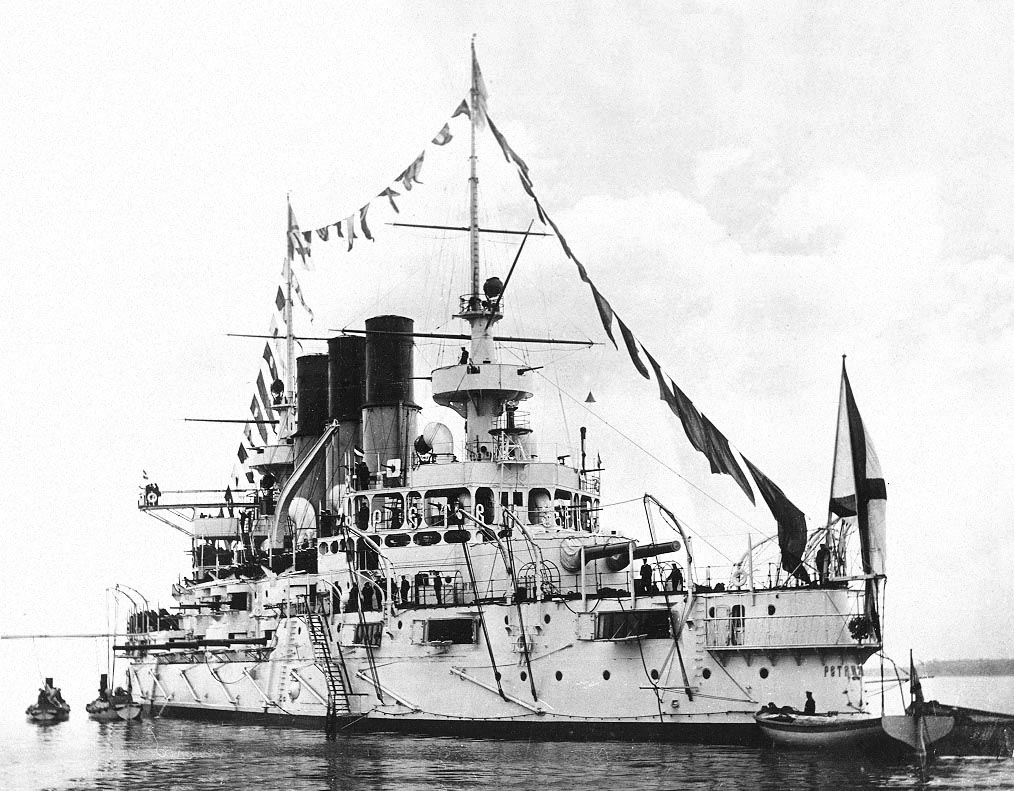
De Retvisan trok alle vuur naar zich toe en redde zo de andere Russische schepen.

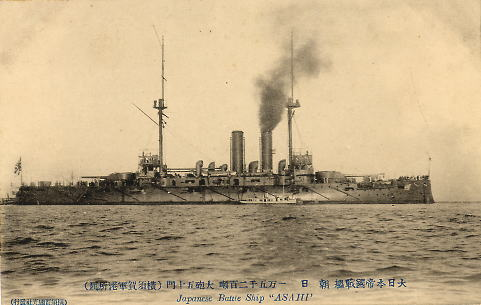
De Asahi doodde Vitgeft met een voltreffer.

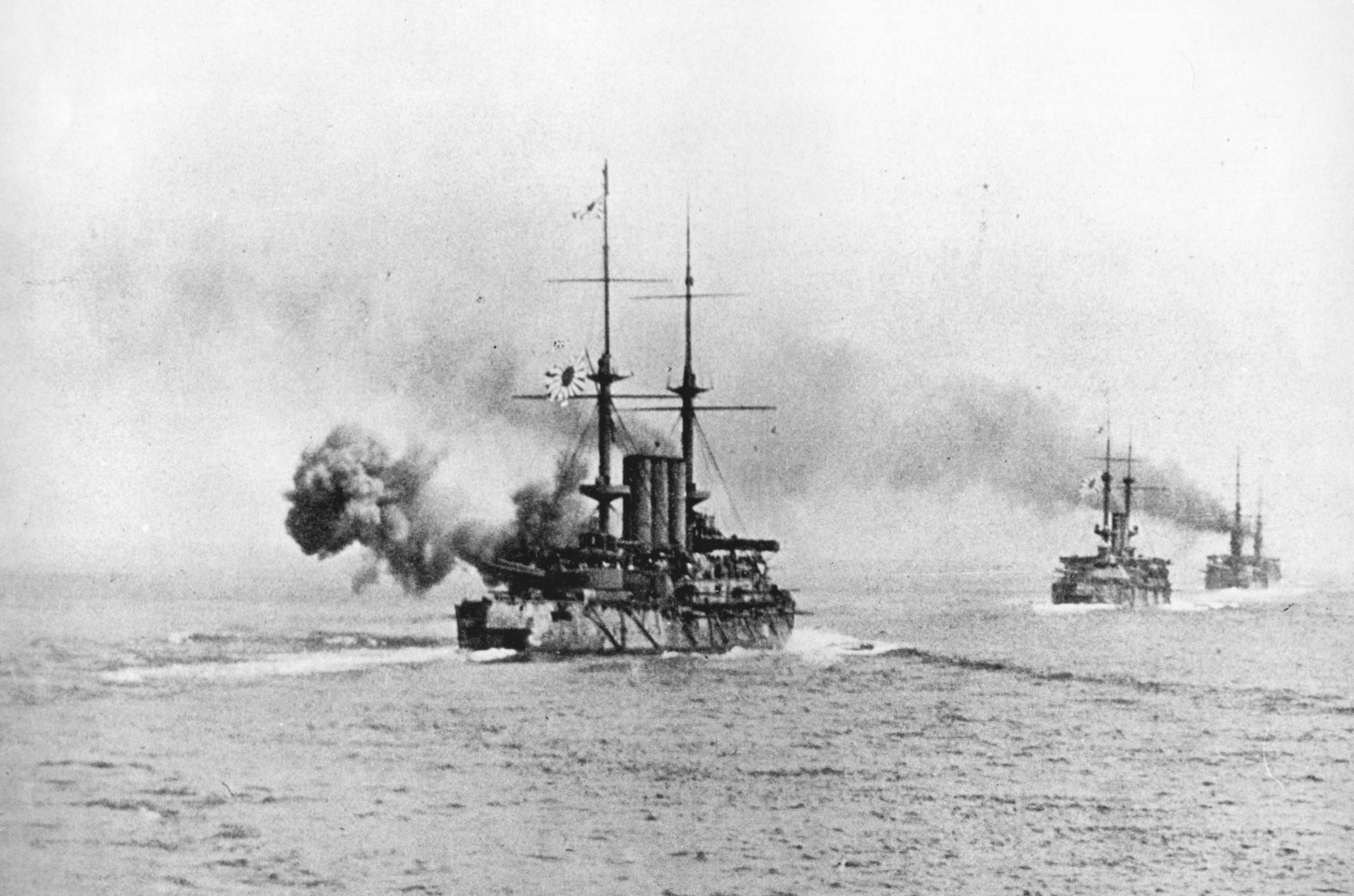
De Shikishima in actie tijdens de slag.

De Slag op de Gele Zee (Japans:黄海海戦, Kōkai kaisen, Russisch: Бой в Жёлтом море) was een zeeslag in de Russisch-Japanse Oorlog op 10 augustus 1904 op de Gele Zee buiten de haven van Port Arthur. Het was de eerste grote zeeslag tussen stalen slagschepen. Ze bestookten elkaar vanaf 12 km afstand met 862 granaten van 305 mm.

## Ruzie over strategie
Admiraal Heihachiro Togo blokkeerde met de Japanse Keizerlijke Marine sinds 8 februari 1904 de haven Port Arthur, waar het eerste eskader van de Russische Pacifische Vloot voor anker lag. In juli en augustus 1904 begon generaal Maresuke Nogi met het 3e Japans Keizerlijk Leger een belegering van Port Arthur. Onderkoning en admiraal Jevgeni Ivanovitsj Aleksejev wilde dat admiraal Vilgelm Vitgeft een uitbraak zou forceren om daarna samen met het eskader te Vladivostok de Japanse vloot te bevechten, om te vermijden dat het eskader verloren zou gaan als Port Arthur viel. Admiraal Vitgeft wou te Port Arthur voor anker blijven liggen, de blokkerende Japanse vloot zo binden, en met de kanonnen van de schepen steun bieden bij de gevechten op land en wachten met actie tot de Baltische Vloot zou aankomen.  Aleksejev wendde zich tot tsaar Nicolaas II van Rusland te Sint-Petersburg en haalde gelijk.
Aleksejev verzond op 7 augustus een telegram aan Vitgeft met het uitdrukkelijk bevel om uit te varen.
Ik herhaal nogmaals mijn onwrikbaar besluit dat u het eskader uit Port Arthur moet leiden. Ik moet u en alle serieuze officieren herinneren aan de onderneming van de Varjag. De mislukking van het eskader om open zee te bereiken tegen de wil van de Tsaar en tegen mijn bevel en de vernietiging in de haven als het fort valt, zullen behalve de zware wettelijke verantwoordelijkheid ook een smet zijn op de vlag van Sint-Andreas en op de eer van de vloot. U moet dit telegram aan alle admiraals en bevelvoerende officieren kenbaar maken en de ontvangst bevestigen.

## Uitbraak
Op 10 augustus 1904 om 6u15 verliet Vilgelm Vitgeft met zijn vlaggenschip Tsesarevitsj de haven van Port Arthur. Achter hem voeren de slagschepen Retvisan, Pobeda, Peresvet, Sevastopol en Poltava, pantserkruisers Askold, Diana, Novik en Pallada en 14 torpedobootjagers. Om 9u55 lag heel het eskader buitengaats. Vitgeft voer zuidwest om de Japanse schepen te ontwijken. Tegen 11u00 zette Vitgeft koers naar open zee.

## Tangbeweging van Togo
Om 12u25 zagen de Japanse en Russische slagschepen elkaar op een afstand van 16 km. Vitgeft voer zuidoost aan 13 knopen, terwijl Togo noordoost voer aan 14 knopen. De vloot van Togo omvatte vier slagschepen Mikasa, Asahi, Fuji en Shikishima, de pantserkruisers Nisshin en  Kasuga, acht versterkte kruisers, 18 torpedobootjagers en 30 torpedoboten. Tegelijk kwamen de vier kruisers van admiraal Dewa Shigeto met 18 knopen uit het zuiden om Vitgeft zo van twee kanten aan te vallen.

## Vuur vanaf 12 km
Om 13u00 probeerde Togo om het in die tijd beslissende manoeuvre crossing the T uit te voeren en hij vuurde vanaf 12 km. De Russen hadden Liuzhol afstandsmeters met een bereik van 4 km. De Japanners hadden Barr & Stroud afstandsmeters tot 6 km. Vitgeft schoot terug met de Retvisan, maar de afstand was te groot om raak te schieten.
Vitgeft wendde snel de steven richting haven en vergrootte de afstand. Enkele minuten later koerste Vitgeft weer naar open zee. De kruisers van Dewa moesten snel wenden om niet op de schepen van Togo te botsen. Togo liet al zijn schepen tezelfdertijd wenden. Zo kwamen zijn kruisers vooraan en evenwijdig aan Vitgefts linie.
Om 13u25 opende Togo vanaf 12 km het vuur en ze raakten de Retvisan twaalf keer. Om 13u30 had de Tsesarevitsj de radioantenne van Togo uitgeschakeld met twee granaten van 305 mm. Togo moest met seinvlaggen signalen geven aan naburige schepen, die zijn bevelen per radio doorseinden. De twee vlaggenschepen beschoten elkaar een half uur lang terwijl hun afstand verminderde. Om 14u05 lagen ze 5 km uit elkaar en begonnen ze ook met hun kleinere 155 mm kanonnen te vuren.
Togo's vlaggenschip was 20 keer geraakt.

## Achtervolging
De Japanse kruisers maakten opnieuw contact met de Russische linie, maar moesten wijken voor het vuur met 305 mm kanonnen. Beide vloten voeren aan 14 knopen, maar Vitgeft was voorbij Togo gevaren en die moest nu achtervolgen. Om 14u45 lag het Japanse vlaggenschip op 10 km achter de Poltava, die last ondervond met zijn motoren. De Mikasa en Asahi troffen de Poltava.
De Peresvet vertraagde om de Poltava te helpen. Nu kregen de Mikasa en Asahi rake treffers. Togo versnelde en stak de vloot van Vitgeft voorbij. Om 15u20 was Togo buiten schot.
Toen wilde Dewa met zijn kruisers in actie komen, maar om 15u40 sloeg een 305 mm granaat vanaf 12 km in op de Yakumo. Met zijn 203 mm kanonnen kon Dewa vanaf die afstand niet terugschieten. Dewa vluchtte met zijn vier kruisers.
Togo zat nu met vier slagschepen en twee pantserkruisers achter de zes slagschepen en vier kruisers van Vitgeft. Drie uur voor het donker dacht Vitgeft dat hij Togo afgeschud had. Togo voer nu aan 15 knopen en om 17u35 lag Togo 5,2 km van de Poltava en opende hij het vuur. Dewa kwam ook aan met zijn kruisers en allen schoten op de Poltava. De kapitein Ivan P. Uspenski schoot terug en raakte Togo's vlaggenschip.

## Defecte kanonnen
Het shimose in de 305 mm granaten werd instabiel en ontplofte om 17u45 binnen in de 305 mm kanonnen van de Shikishima. Om 18u10 ontploften ook twee 305 mm kanonnen van de Asahi. Om 18u30 beschikte Togo nog over 11 van zijn 17 kanonnen van 305 mm.
De afstand was nu verkleind tot 5 km, maar de kanonnen van 203 en 155 mm hadden weinig effect. De Poltava en Peresvet waren zwaar beschadigd, maar nog altijd bij de andere schepen.
Om 18u30 was Togo nog bezig met zijn defecte kanonnen, waren de Shikishima en Asahi op de gehavende Poltava aan het vuren, vuurde Fuji op de Pobeda en Peresvet, terwijl de vlaggenschepen Mikasa en Tsesarevitsj duelleerden. De Retvisan en Sevastopol lagen niet onder vuur en konden ongestoord vuren op de Mikasa.

## DeAsahiraakt Vitgeft
Een half uur voor het donker was de Mikasa grotendeels onklaar en hij seinde naar de Asahi dat die de leiding moest overnemen. Om 18u40 schoot de Asahi een 305 mm granaat op de brug van de Tsesarevitsj. Admiraal Vitgeft en zijn staf waren op slag dood. Het roer keerde richting haven en zat vast. De Tsesarevitsj helde 12°. De Retvisan wist niet wat er gebeurd was en volgde zijn vlaggenschip. Toen de Pobeda het keerpunt bereikte, was de Tsesarevitsj 180° gedraaid. Zonder signalen wisten de andere schepen niet dat de Tsesarevitsj stuurloos was en de admiraal dood.
Prins Pavel Uchtomski op de Peresvet besefte als eerste dat het vlaggenschip buiten dienst was en hij probeerde het bevel over het Russisch eskader te nemen. Een Japanse granaat kliefde zijn voormast doormidden, waardoor Uchtomski seinvlaggen op de brug moest hijsen in plaats van vooraan. Alleen de Sevastopol zag de seinvlaggen van Uchtomski en volgde.

## De raid van deRetvisan
Kapitein Edoeard Sjtsjensnovitsj keerde zijn gehavende Retvisan naar de linie van Togo en vuurde met alle kanonnen. Toen hij op 4 km was, mikten alle schepen van Togo op de Retvisan.
Omdat Togo bijna door zijn voorraad 305 mm granaten heen zat, droeg hij de taak over aan zijn kruisers en torpedobootjagers.
Toen Togo's schepen keerden, vuurden ze een laatste salvo met meerdere treffers. Kapitein Sjtsjensnovitsj was gewond in de maagstreek en overleed nadien aan zijn verwondingen. De Retvisan trok een rookgordijn op en wendde de steven.

## Vlucht naar de havens
Twee uur later waren vijf slagschepen, een kruiser en negen torpedobootjagers terug in Port Arthur. De gehavende Tsesarevitsj en drie begeleidende torpedobootjagers Besposjtsjadni, Besjtjoemni en Besjtrasjtni bereikten de baai van Jiaozhou, waar de Duitse autoriteiten ze aan de ketting legden.
De kruiser Askold en een torpedobootjager bereikten Shanghai en werden er door de Chinezen aan de ketting gelegd onder Japanse druk. De kruiser Diana bereikte Saigon, waar de Fransen hem aan de ketting legden. De kleine kruiser Novik voer ten oosten van Japan in de richting van Vladivostok. Op 20 augustus 1904 dwongen achtervolgende Japanse kruisers het schip naar Sachalin, waar de bemanning het zelf vernietigde in de Slag bij Korsakov.

## Granaten
Bij het einde van de slag hadden de Russen 259 granaten van 305 mm afgevuurd en de Japanners  603. In totaal waren  7.382 granaten afgevuurd, maar de granaten van 203 mm en 155 mm hadden weinig schade aangericht. 1,7% van de afgevuurde granaten trof doel.
| Schip        | Schade                                                                            | Slachtoffers            |
| ------------ | --------------------------------------------------------------------------------- | ----------------------- |
| Tsesarevitsj | 13 treffers van 305 mm en 2 van 203 mm                                            | 12 doden en 47 gewonden |
| Pobeda       | 11 treffers                                                                       | 4 doden en 29 gewonden  |
| Peresvet     | 39 treffers                                                                       | 13 doden en 69 gewonden |
| Poltava      | 13 treffers van 305 en 203 mm                                                     | 12 doden en 43 gewonden |
| Retvisan     | 18 treffers van 305 en 203 mm                                                     | 6 dodoen en 42 gewonden |
| Sevastopol   | verschillende treffers                                                            | 1 dode en 62 gewonden   |
| Mikasa       | 20 treffers en achterste 305 mm geschuttoren uit dienst                           | 125 slachtoffers        |
| Asahi        | 1 treffer van 305 mm bij de waterlijn en beide achterste 305 mm kanonnen ontploft | 2 gewonden              |
| Shikishima   | voorste 305 mm kanon ontploft                                                     |                         |
| Yakumo       | 1 treffer 305 mm                                                                  |                         |